# Miloslava Procházková
Miloslava Marie Procházková, rozená Kramářová (21. července 1844 Vysoké nad Jizerou – 23. dubna 1923 Olomouc), byla česká redaktorka, vlastenka, autorka společenskovědních prací a překladatelka z francouzštiny. Svými knihami se zasloužila o rozvoj turistiky na Moravě.

## Život
Narodila se v rodině Josefa Kramáře (1814–1895) a Antonie roz. Říhové (1820–1882). Její sourozenci byli: Božena Demelová (1845–1920), Václav (1847–1848), Oldřich (1848–1924), Jitka Oščádalová (1850–1921) a Marie (1854–1856). Provdala se za Karla Procházku (Ϯ 1878), se kterým měla tři děti: Miloslava (1869–1929), Jarmilu Kořenovskou a Libuši Dedkovou (1878).
Studovala na dívčím ústavě v Liberci a na učitelské ústavu v Praze. R. 1870 se přestěhovala do Olomouce, kde po smrti manžela a otce vedla knihtiskárnu. Stala se novinářkou, spisovatelkou a pracovnicí v národopise a v ženském hnutí.
R. 1884 založila a deset roků redigovala čtrnáctideník Domácí hospodyně, v letech 1885–1886 vydávala první český kalendář pro ženy, Denník praktické hospodyně. Dále redigovala kalendáře Libuše a Moravanka. V letech 1887–1888 vydávala a redigovala ilustrovaný list pro děti Zahrádka maličkých a r. 1888 začala vydávat měsíčník Včelka, určený dívkám.

## Dílo

### Spisy
- O důležitosti kroje národního / milým družkám věnuje Miloslava Procházková, Kutná Hora: Karel Šolc, 1886, 16 s.
- Illustrované pověsti moravské, Olomouc: Kramář a Procházka, 1892, 63 s., ilustrace: Mikoláš Aleš[3]
- Z pravěku – Olomouc: Vlastenecký spolek muzejní, mezi 1896–1916
- Na oslavu padesátiletého kněžského jubilea veledůstojného, slovutného Pána a pana Ignáta Wurma – Olomouc: 1900
- P. Ignát Wurm ve svém životě, Olomouc: Kramář a Procházka, 1900, 110 s.[4]
- Naše Bezkydy, ve Vel. Kunčicích-Skalce pod Radhoštěm na Moravě: Sanatorium a vodoléčebné valašské lázně Skalka, 1905, 102 s.[5]
- Manželství a jeho reforma. Díl I. / v zájmu lepšího porozumění manželství pojednává Miloslava Procházková, Olomouc: Národní knihtiskárna Kramář a Procházka, 1907, 166 s.[6]

### Překlad
- Arnaud Berquin: Přítel malých: povídky pro dítky, pro pěstouny a přátele jejich (L’Ami des enfans), dle francouzského česky vypravuje Miloslava Procházková, Olomouc: Kramář a Procházka, 1874, 426 s.[7]